# Werotschka

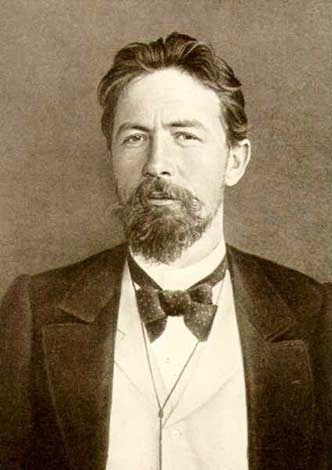
Anton Tschechow

Werotschka (russisch Верочка) ist eine Kurzgeschichte des russischen Schriftstellers Anton Tschechow, die am 21. Februar 1887 in der Petersburger Tageszeitung Nowoje wremja erschien. Zu Lebzeiten des Autors wurde der Text ins Ungarische, Deutsche, Rumänische, Serbokroatische, Slowakische und Tschechische übersetzt.

## Inhalt
Der 29-jährige Statistiker Iwan Alexejewitsch Ognew aus Petersburg hat im Landkreis N. vom April bis zum August täglich die Gastfreundschaft des Vorsitzenden der Semstwo-Verwaltung des Landkreises Gawril Petrowitsch Kusnezow genossen. Der junge Ognew will nun nach dem Abschluss seiner statistischen Erhebungen in die Hauptstadt zurückkehren und nimmt von seinem freundlichen bejahrten Gastgeber mit warmen Dankesworten Abschied. Höchstwahrscheinlich wird Ognew die Provinz nie wieder aufsuchen.
Der Abreisende tritt in den mondbeschienen Garten hinaus und begegnet der 21-jährigen gut gewachsenen, schwermütigen Wera – Werotschka gerufen. Artig verabschiedet er sich von der Tochter Kusnezows im Tonfall eines Schuljungen. Werotschka schlägt – dem alten russischen Brauch folgend – vor, sich vor der Abreise noch einen Augenblick niederzusetzen. Bei der Gelegenheit gesteht das Mädchen dem Statistiker unter Tränen: „Ich … liebe Sie!“ Erschrocken wendet sich Ognew von dem schönen Mädchen ab. Peinlich berührt von der Liebeserklärung muss er noch die detaillierte Geschichte dieser einseitigen Liebe aus Werotschkas Munde zur Kenntnis nehmen. Ognow bedauert schweigend die artikulierten Gefühle und möchte mit dem Satz „Ich liebe Sie nicht“ antworten. Stattdessen stammelt er etwas von fehlendem Gleichgewicht; meint damit, Werotschkas Liebe sei einseitig. Das Mädchen begreift, erblasst und geht zum Haus zurück. Ognew reist ab.

## Rezeption
Nach seinem Erscheinen wurde der Text kontrovers besprochen.
- Wiktor Golzew[3], Redakteur beim Russkaja Mysl, lobt 1894 im Heft 5 der Zeitschrift den Text und bemüht sich um das Verstehen Tschechowscher Gedankengänge. In der Hinsicht verdienten das Bedauern des fast 30-jährigen Helden ob der verfließenden Jugendzeit Beachtung. Dabei hatte Golzew am 1. September 1887 in den Russkije wedomosti die Geschichte als ziemlich banal abgelehnt.
- Iwan Beloussow[4] widerspricht in einem Brief vom 1. September 1887 an Tschechow dem Artikelschreiber Golzew und hebt die seiner Ansicht nach gelungene Herausarbeitung des Spannungsfeldes wissenschaftliche Arbeit versus Liebe zu einer Frau hervor.
- Wiktor Burenin[5], seit 1876 in der Redaktion der Nowoje wremja, polemisiert am 25. September 1887 in diesem Blatt gegen Golzew: Tschechow habe Kunstfertigkeit bewiesen, wenn er in seiner bekannten knappen Form die Befindlichkeiten der beiden Protagonisten Ognew und Werotschka doch ziemlich vollständig skizziert habe.
- Konstantin Arsenjew empfindet – im Dezemberheft 1887 auf S. 771 des Westnik Jewropy formuliert – die zu kurze Geschichte als bruchstückhaft in dem Sinne: Der Leser könne weder Ognew noch Werotschka richtig verstehen, weil er beide nicht genau genug kenne.
- Afanassi Bytschkow[6] wirft zwar dem Autor vor, Ognew werde von der Liebeserklärung zu sehr überrascht, doch der Werotschka-Part sei psychologisch ausreichend tief ausgelotet.
- Dmitri Grigorowitsch schreibt Ende 1887/Anfang 1888 an Tschechow, er bescheinige ihm in einigen seiner Erzählungen – er nennt auch Werotschka – psychologische Tiefe.
- A. Disterlo[7] spricht im Petersburger Blatt Nedelja[8] vom 10. April 1888 dem russischen Wissenschaftler (hier: Statistiker) die Liebesfähigkeit ab.
- Wladimir Kign[9] lobt 1891 in der Buchwoche[10] Nr. 5, S. 217 die Originalität des Autors, wenn dieser die geistige Armut eines Fachwissenschaftlers thematisiere.
- W. Albow[11] charakterisiert im Januarheft 1903, S. 95 von Mir Boschi den Statistiker moralisch gesehen als schlaffe Persönlichkeit. Ognew wolle zwar Zweisamkeit mit einer Frau, entdecke jedoch in seinem Innern keinen Funken Gegenliebe.
- Tolstoi fand die Geschichte zwar nicht erstklassig, doch sie habe ihm gefallen.

## Deutschsprachige Ausgaben
Verwendete Ausgabe
- Werotschka. S. 369–384 in Gerhard Dick (Hrsg.) und Wolf Düwel (Hrsg.): Anton Tschechow: Das schwedische Zündholz. Kurzgeschichten und frühe Erzählungen. Deutsch von Georg Schwarz. 668 Seiten. Rütten & Loening, Berlin 1965 (1. Aufl.)[12]